# هووارد وینگ
هووارد وینگ (هلندی: Howard Wing; ۲۸ ژانویهٔ ۱۹۱۶ – ۷ مارس ۲۰۰۸) دوچرخه‌سوار اهل هلند بود.